# 巴里耶爾富凱酒店

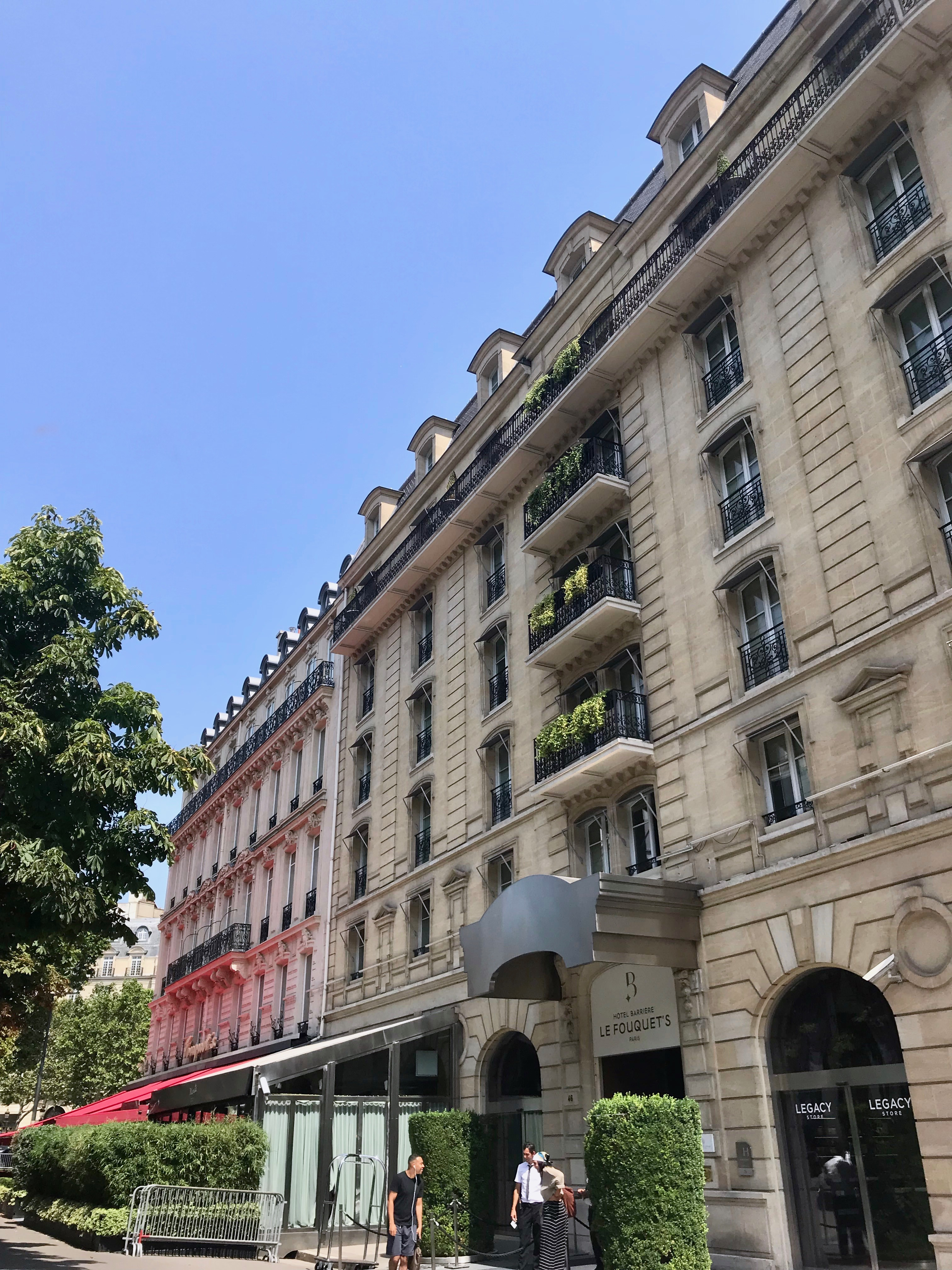

巴里耶爾富凱酒店（Hôtel Barrière Le Fouquet's Paris）是法國巴黎的一座五星級酒店，位於喬治五世大街46號，由Barrière集團所有。這座酒店開業於2006年11月6日，是世界領導酒店集團的成員之一。2017年，這座酒店曾暫時關閉以進行翻新。2017年7月1日，酒店重新開業。